# Stephanodaphne cuspidata
Stephanodaphne cuspidata är en tibastväxtart som först beskrevs av Jacques Désiré Leandri, och fick sitt nu gällande namn av Jacques Désiré Leandri. Stephanodaphne cuspidata ingår i släktet Stephanodaphne och familjen tibastväxter. Inga underarter finns listade i Catalogue of Life.